# غلين ريتشاردز
غلين ريتشاردز (بالإنجليزية: Glen Richards) مواليد 30 سبتمبر 1973 في أديليد، هو متسابق دراجات نارية أسترالي. نافس في بطولة العالم للسوبربايك وبطولة العالم للسوبرسبورت.

## وصلات خارجية
- غلين ريتشاردز على موقع MotoGP.com (الإنجليزية)
- غلين ريتشاردز على موقع WorldSBK.com (الإنجليزية)

- الموقع الإلكتروني